# Corte de Distrito de los Estados Unidos para el Distrito Sur de Nueva York
El Tribunal de Distrito de los Estados Unidos para el Distrito Sur de Nueva York (cuya abreviación es S.D.N.Y.') es un tribunal federal de primera instancia cuya jurisdicción geográfica abarca ocho condados del estado de Nueva York. Dos de ellos se encuentran en la Ciudad de Nueva York: Nueva York (Manhattan) y El Bronx; seis se encuentran en el Valle del Hudson: Westchester, Putnam, Rockland, Orange, Dutchess, y Sullivan. Las apelaciones del Distrito Sur de Nueva York se llevan ante el Tribunal de Apelaciones de los Estados Unidos para el Segundo Circuito (excepto las demandas por patentes y las demandas contra el gobierno de los Estados Unidos en virtud de la Ley Tucker, que se apelan ante el Circuito Federal).
Debido a que abarca Manhattan, el Distrito Sur de Nueva York ha sido durante mucho tiempo uno de los tribunales federales de primera instancia más activos e influyentes de los Estados Unidos. A menudo tiene jurisdicción sobre las mayores instituciones financieras de Estados Unidos y el enjuiciamiento de delitos de cuello blanco y otros delitos federales. Debido a su antigüedad e influencia, a veces se le llama coloquialmente la "Corte Madre" o el "Distrito Soberano de Nueva York". El distrito ha tenido varios jueces prominentes en su banco, incluyendo Learned Hand, Michael Mukasey, y Sonia Sotomayor, y muchos de los Fiscales de EE. UU. para el distrito han sido prominentes figuras legales y políticas estadounidenses como Elihu Root, Henry L. Stimson, Robert Morgenthau, Rudy Giuliani, James Comey, Michael J. Garcia y Preet Bharara.
El tribunal tiene su sede en el Thurgood Marshall United States Courthouse y en el Daniel Patrick Moynihan United States Courthouse, ambos en Manhattan, y en el Charles L. Brieant Jr. Federal Building and Courthouse en White Plains.